# 梁家溦
梁家溦（2000年7月27日—），台灣女子羽球選手，畢業自高雄市立高雄高級中學。

## 簡歷
2017年8月，梁家溦參加懷卡托羽毛球國際賽，與鄭育沛合作出戰女子雙打比賽。二人在決賽中以0比2（16-21、19-21）不敵同樣來自台灣的李子晴/鄧淳薰，僅得亞軍。

## 主要比賽成績
| 年份   | 賽事               | 公開賽級別 | 項目     | 搭檔   | 成績   |
| ------ | ------------------ | ---------- | -------- | ------ | ------ |
| 2017年 | 懷卡托羽毛球國際賽 | 國際系列賽 | 女子雙打 | 鄭育沛 | 亞軍   |
| 2017年 | 雪梨羽毛球國際賽   | 國際系列賽 | 女子雙打 | 鄭育沛 | 準決賽 |

| 2007-2017年 | 首要超級賽 | 超級賽 | 黃金大獎賽 | 大獎賽 | 國際挑戰賽 | 國際系列賽 | 未來系列賽 | 其他 |

| 2018-2026年 | 總決賽 | 超級1000賽 | 超級750賽 | 超級500賽 | 超級300賽 | 超級100賽 | 國際挑戰賽 | 國際系列賽 | 未來系列賽 | 其他 |